# Betzaida Ubri
Betzaida Ubri Mateo (nacida en Elías Piña, República Dominicana, el 9 de mayo de 1990) es una exfutbolista dominicana y actual entrenadora. Se desempeñaba en el terreno de juego como delantera y es la actual goleadora de la selección absoluta de República Dominicana, y en la actualidad es la actual entrenadora de la selección femenina de fútbol de la República Dominicana sub-20 y absoluta y coordinadora de las categorías inferiores.

## Clubes

### Como jugadora
| Club                        | País                 | Año         |
| --------------------------- | -------------------- | ----------- |
| Universidad O&M FC          | República Dominicana | 2008 - 2012 |
| Club Atlético San Cristóbal | República Dominicana | 2012 - 2014 |
| Treasure Coast Dynamites    | Estados Unidos       | 2015 - 2016 |
| Metropolitan AF             | Puerto Rico          | 2017 - 2018 |
| Bob Soccer School FC        | República Dominicana | 2019 - 2020 |

### Como entrenadora
| Club                                      | País                 | Año           |
| ----------------------------------------- | -------------------- | ------------- |
| Sel. Femenina República Dominicana Sub-15 | República Dominicana | 2021-presente |
| Sel. Femenina República Dominicana Sub-17 | República Dominicana | 2022-presente |